# أوزلار
اوزلار (بالألمانية: Uslar) هي مدينة و بلدة ألمانية تقع في ألمانيا في سكسونيا السفلى. يقدر عدد سكانها بـ 15,759 نسمة .

## المدن التوأمة
مدينة Człuchów هي مدينة توأمة لـاوزلار.

## أعلام
- كريستيان فون زيباخ